# Лікарські рослини

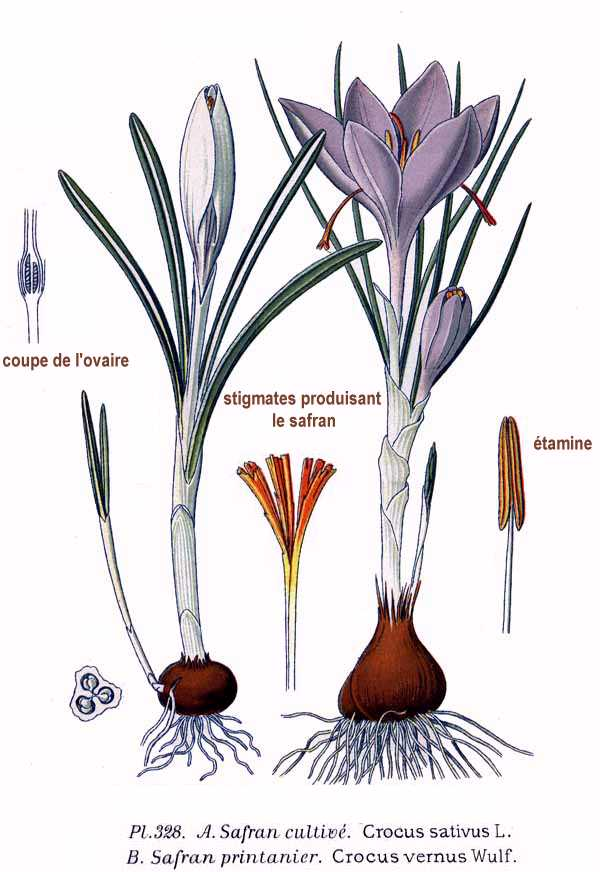
Crocus sativus — одна з лікарських рослин

Ліка́рська росли́на(лат. plantae medicinales) — рослина, органи або частини якої є сировиною для отримання засобів, що використовуються в народній, медичній або ветеринарній практиці з лікувальною або профілактичною метою.
На сьогодні відомо близько 500 000 видів рослин, однак лише невелика частина (приблизно 10 %) з них широко застосовується в медицині. Станом на XXI століття сьогодні у спеціалізованих господарствах України вирощується лише 25 видів лікарських рослин.
Рослини є джерелом для отримання різноманітних лікарських речовин. Понад 30 % усіх лікарських препаратів отримують з рослинної сировини. Рослини використовують для отримання алкалоїдів, серцевих глікозидів, вітамінів та ін. Найбільше лікарські рослини застосовуються в народній медицині. Низька токсичність більшості лікарських рослин дозволяє використовувати їх у лікуванні хронічних захворювань, для протирецидивного або реабілітаційного лікування.
Рослини мають різний полівалентний хімічний склад, до якого можуть входити речовини з фармакологічними властивостями. Зазвичай у лікарських рослин один з хімічних компонентів домінує та визначає лікувальні властивості даного виду. Біологічно активні речовини групують у широкі хімічні класи: терпеноїди (ізопреноїди), фенольні сполуки, ліпіди, моно- та полісахариди, алкалоїди, вітаміни, органічні кислоти, мінеральні речовини.

## Історія

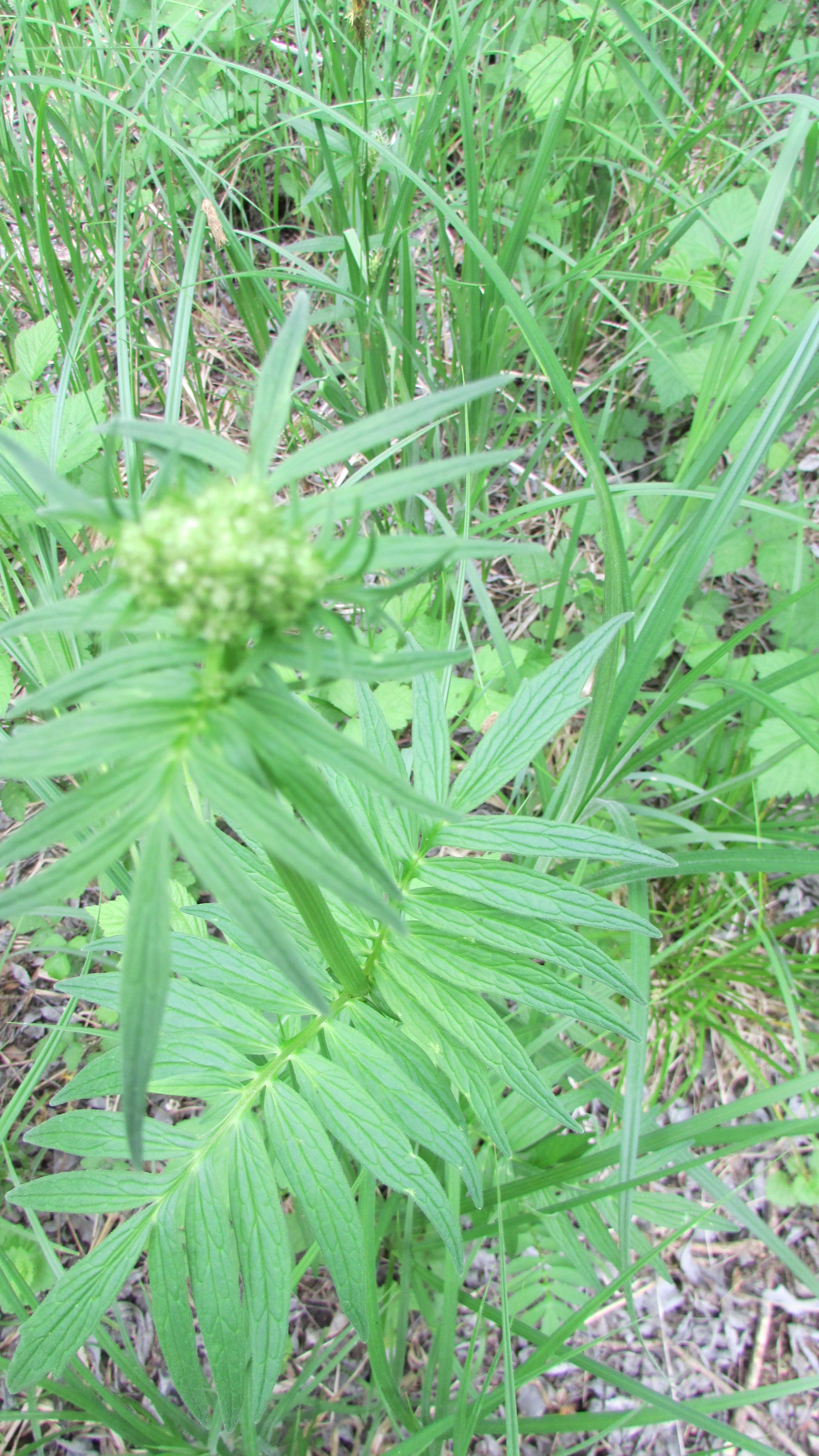
Коріння валер'яни лікарської (Valeriana officinalis) вирощують у промислових масштабах

У процесі розвитку людина накопичувала знання про дію та властивості різних рослин власним досвідом, спостереженням за тваринами, дослідницькою діяльністю.
Шість тисяч років тому шумери використовували лікарські рослини у свіжому вигляді, у вигляді порошків та настоянок, використовуючи воду й вино як розчинник. Ще у другому тисячолітті до н. е. ассирійці широко користувалися льоном, дурманом, блекотою. Древні єгиптяни користувалися лікувальними властивостями цибулі, часнику, гранату, алое, інжиру, винограду, фініків, снодійного маку, лотосу, папірусу, бузини, коноплі, рицини, ялівця. мандрагори та інших рослин, загалом 800 їх згадувалися у «Папірусі Еберса», де вони поділялися на послаблювальні, блювотні, кровоспинні.
Як лікарські рослини на початку XXI століття використовуються дерен, женьшень, часник, звіробій, календула, ромашка лікарська, деревій, мати-й-мачуха, шипшина, обліпиха, солодка, подорожник, м'ята, шавлія, цитрус, журавлина, брусниця, малина, кріп, петрушка, аїр звичайний, холодок, цибуля, глід, фенхель, крушина, імбир, гірчиця, лимонник китайський,  шоломниця, горобина, конвалія, калина, барбарис, черемха звичайна, аралія висока та багато інших.
Значна кількість видів лікарських рослин вирощується у господарстві. Вагомий внесок у захист культивованих лікарських рослин від шкідників зроблений дослідженнями Є. С. Міляновського.

## Класифікація
Зазвичай поділяють на наступні категорії лікарських рослин:
- Офіцинальні лікарські рослини — рослини, сировина яких дозволена для виробництва лікарських засобів в країні. Ці види лікарської рослинної сировини вказані в Державному реєстрі лікарських засобів України.
- Фармакопейні лікарські рослини — офіцинальні рослини, вимоги до якості лікарської рослинної сировини яких викладені у відповідній статті Державної Фармакопеї або міжнародних фармакопей. Лікарські рослини та лікарська рослинна сировина вивчає один з напрямків фармацевтичної науки Фармакогнозія.
- Лікарські рослини народної медицини — найширша категорія, більшість рослин в ній відносно погано описано, і відомості про ефективність їх застосування не пройшли необхідної перевірки засобами сучасної фармакології. Тим не менш, багато рослин цієї групи активно використовуються в країнах, де медична допомога недоступна або занадто дорога.